# 島津良知

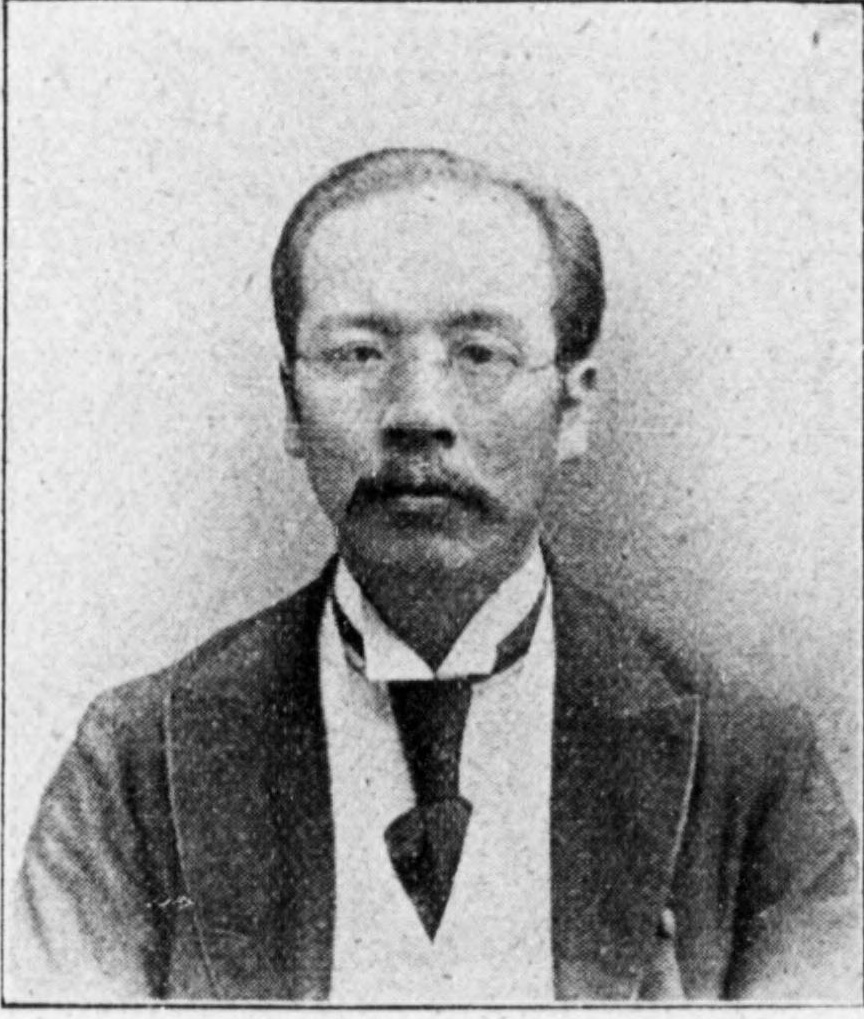
島津良知

島津 良知（しまづ よしとも、1858年9月14日（安政5年8月8日）- 1936年（昭和11年）2月27日）は、明治から昭和前期の実業家、政治家。衆議院議員、長崎県東彼杵郡彼杵村長。旧姓は川尻。

## 経歴
肥前国彼杵郡彼杵村坂本郷（長崎県東彼杵郡彼杵村、彼杵町を経て現東彼杵町坂本郷）で島津彦兵衛の長男として生まれる。1876年（明治9年）8月、祖父・川尻源内の養子となり家督を相続した。漢学、英学、数学を修め、長崎県師範学校を卒業。その後数年間、教員を務めた。
1885年（明治18年）長崎県会議員に選出され、同常置委員、同副議長、同参事会員、地方森林会議員、徴兵参事員、地方衛生会委員などを務めた。1889年（明治22年）4月、町村制施行により彼杵村が発足し、同年5月、初代村長に就任し、1892年（明治25年）5月まで在任した。1895年（明治28年）6月、島津に復姓した。
1898年（明治31年）長崎県農工銀行が設立され取締役に就任。その他、長崎製塩社長、長崎新報取締役などを務めた。
1902年（明治35年）8月、第7回衆議院議員総選挙（長崎県郡部、立憲政友会）で初当選。第8回総選挙では落選したが、西村規矩の死去に伴い繰上補充となり、第9回総選挙でも再選され、衆議院議員に3期在任した。
1909年（明治42年）日本製糖汚職事件で検挙され、同年7月3日に、東京地方裁判所第二刑事部において重禁固4ヶ月、執行猶予3年の有罪判決が言い渡された。これにより勲四等を褫奪された。
その後、長崎県農工銀行頭取、彼杵銀行取締役、九州製茶輸出取締役などに在任し、製茶の改良・輸出などに尽力した。

## 国政選挙歴
- 第7回衆議院議員総選挙（長崎県郡部、1902年8月、立憲政友会）当選[6]
- 第8回衆議院議員総選挙（長崎県郡部、1903年3月、立憲政友会）次点落選[6]。その後、同年4月25日に繰上補充[7]。
- 第9回衆議院議員総選挙（長崎県郡部、1904年3月、立憲政友会）当選[6]